# Max Schlüter
Max Schlüter, född 1878, död 1945 var en dansk violinsolist och -pedagog, känd från omfattande konsertturnéer och som lärare för ett flertal av senare tiders kända violinister. Nämnas kan John Fernström (1897-1961) och Wandy Tworek (1913-1990).  
Uppskattningsvis ett 50-tal violinstuderande bosatta i Skåne och närliggande områden sökte sig under första hälften av 1900-talet till Köpenhamn och Max Schlüter för sin utbildning. När Radiotjänst 1943 bildade sin första symfoniorkester återfanns flera av dem som konsertmästare och stämledare. 
Max Schlüter var själv utbildad av Joseph Joachim (1831-1907), kallad "violinkungen i Berlin". Samtida till och musikaliskt samverkande med Johannes Brahms, Robert Schumann och dennes maka Clara Schumann.